# گرانوفکا
گرانوفکا (به لاتین: Granovka) یک منطقهٔ مسکونی در روسیه است که در سرزمین آلتای واقع شده‌است.